# آري شيفر
آري شيفر (بالهولندية: Ary Scheffer) وهو رسام هولندي فرنسي ولد في يوم 10 فبراير 1795 في مدينة دوردريخت في هولندا وتوفي في يوم 15 يونيو 1858 ولوحاته موجودة في المتاحف الهولندية.

## حياته
كان شيفر ابنًا ليوهان بيرنارد شيفر (1765- 1809)، وهو رسام بورتريه ولد في هومبرغ (أوم) أو كاسل (كلاهما تقعان في ألمانيا حاليًا) ثم انتقل إلى هولندا في شبابه، وأمه كورنيليا لام (1769- 1839)، وهي رسامة بورتريهات مصغرة، وابنة رسام المناظر الطبيعية آري لام من دوردريخت، الذي سمي آريج تيمنًا به (لاحقًا «آري»). كان لآري شيفر أخوان، الصحافي والكاتب آرنولد شيفر (1796- 1853) والرسام هندريك شيفر (1798- 1862). تلقى تعليمه على يد والديه والتحق بأكاديمية الرسم في أمستردام منذ كان عمره 11 عامًا. أصبح والده رسام البلاط في عهد لويس بونابرت في أمستردام عام 1808، وتوفي بعد عام من ذلك. انتقل شيفر إلى ليل في فرنسا بتشجيع من ويليام بيلديريك لاستكمال دراسته. انتقل مع والدته التي كان لها أثر كبير في حياته المهنية، إلى باريس، فرنسا، في عام 1811، حيث درس في مدرسة الفنون الجميلة بصفته تلميذًا لدى بيير نارسيس غيران. تبعهما أخواه إلى باريس في وقت لاحق.
بدأ شيفر بعرض لوحاته في صالون باريس في عام 1812، وأصبح معروفًا بعدها في عام 1817. طُلب منه في عام 1819 تقديم صورة لماركيز دي لافاييت، الذي قد تكون معرفته بشيفر وأخويه سببًا في نشاطهم السياسي الذي استمر طوال حياتهم، والتي أصبح شيفر على أثرها فلهياينيًا بارزًا.
أصبح في عام 1822 مدرس رسم لأطفال لويس فيليب الأول، دوق أورليان، وحصل بسبب علاقته به على العديد من الفرص لرسم الصور الشخصية وغيرها من الأعمال. أدت أعمال الشغب التي اندلعت في عام 1830 ضد حكم الملك تشارلز العاشر إلى الإطاحة به، فاتجه شيفر مع الصحافي المؤثر أدولف تيير في 30 من شهر يوليو من باريس إلى أورليان ليطلب من لويس فيليب الأول قيادة المقاومة، ليصبح بعد أيام قليلة «ملك الفرنسيين».

## أعماله
أصبحت الرومانسية رائجة في فرنسا بعد مغادرة شيفر استوديو غيران، مع رسامين من أمثال زافيير سيغالون وأوجين ديلاكروا وتيودور جيريكو، لكن شيفر طور أسلوبًا خاصًا به ولم تكن أعماله مشابهة لأعمال هؤلاء الرسامين، مما كان السبب في حصوله على لقب «الكلاسيكي البارد».
اختار شيفر غالبًا موضوعات من الأدب في لوحاته، وخاصة أعمال دانتي وبايرون وغوته. حُفظت نسختان من دانتي وبياتريس في صالة عرض ولفرهامبتن في المملكة المتحدة ومتحف الفنون الجميلة في بوسطن في الولايات المتحدة. حصلت لوحة فرانشيسكا دا ريميني التي رسمها في عام 1836 على ثناء خاص، وهي توضح مشهدًا من جحيم دانتي أليغييري، إذ يحوم في هذه اللوحة جسدا فرانشيسكا دي ريميني وباولو مالاتيستا المتشابكان في العاصفة التي لا تنتهي والتي تمثل الدائرة الثانية من الجحيم.
تعطي كل من الأقمشة التي تلف الثنائي والشعر المنساب لفرانشيسكا إيحاءً بالحركة، وينشئ هذان الجسدان خطًا قطريًا يتقاطع مع غالبية اللوحة الفنية، ليس بغية إعطاء إحساس بالحركة فقط، بل لإضفاء جو من عدم الاستقرار. تتمسك فرانشيسكا بباولو بينما يدير وجهه بعيدًا عنها بألم. توجد شخصيتان إضافيتان تختبئان في خلفية اللوحة، إذ ينظر الشاعران دانتي وفيرجيل إليهما بينما يشقان طريقهما عبر دوائر الجحيم التسع.
تشمل لوحات شيفر التي تحمل طابع فاوست كلًا من مارغريت قرب عجلتها، وفاوست المرتاب، ومارغريت في السبت، ومارغريت تترك الكنيسة، ونزهة الحديقة، ومارغريت عند البئر. رسم شيفرر في عام 1836 صورتين لشخصية غوته، ومغنون: مغنون ترغب بأرض آبائها (1836) وميغنون تتوق إلى الجنة (1851).
التفت شيفر في وقت لاحق إلى مواضيع دينية مثل مواساة المسيح (1836) ثم تُبعت بثواب المسيح والنجوم تقود الرعاة (1837) والمجوس يضعون تيجانهم والمسيح في حديقة الزيتون والمسيح يحمل صليبه والمسيح يُدفن (1845) والقديس أوغسطين ومونيكا (1846).
أُعيد اكتشاف واحدة من النسخ المصغرة لمواساة المسيح (يمكن العثور على النسخة الرئيسية اليوم في متحف فان غوخ في أمستردام) والتي فُقدت لنحو 70 عامًا، في خزانة البواب في كنيسة جثسيماني اللوثرية في دازيل، مينيسوتا عام 2007. رُممت اللوحة وعُرضت في معهد منيابولس للفنون.
كان شيفر رسام بورتريه رائع، وبلغ مجموع لوحات البورتريه التي رسمها 500 لوحة. شملت مواضيع لوحاته أعمالًا لملحنين مثل فريدريك شوبان وفرانز ليست، والماركيز دي لافييت وبيير جان دي برانغر وألفونس دو لامارتين وتشارلز ديكنز ودوتشيس دي بروغلي وشارل موريس تاليران والملكة ماري.
توقف عن عرض لوحاته في عام 1846، وكانت علاقاته القوية مع العائلة المالكة السبب في عدم رضاه عن نشوء الجمهورية الفرنسية الثانية في عام 1848. أصبح شيفر قائدًا لجوقة الشرف في عام 1848، أي بعد انسحابه بشكل تام من الصالون وإغلاق الاستوديو الخاص به. أنتج العديد من اللوحات التي لم تعرض إلا بعد وفاته في عام 1858.
تتضمن الأعمال التي عُرضت لأول مرة بعد وفاته: أحزان الأرض والملاك يعلن القيامة التي توفي قبل إنهائها. تسبب بيع معرض باتورل الذي كان يحتوي على العديد من أعماله الأكثر شهرة، بتضرر سمعته وضعف مكانته، وعلى الرغم من أن لوحاته حصدت المديح لسحرها ومهارة صنعها، أُدينت بسبب سوء استخدام اللون والأحاسيس المضجرة التي تتضمنها.

## روابط خارجية
- آري شيفر على موقع ميوزك برينز (الإنجليزية)
- آري شيفر على موقع ديسكوغز (الإنجليزية)